# Bataille de l'Artémision
Vous lisez un « bon article » labellisé en 2018.
Pour les articles homonymes, voir Artémision.
Guerres médiques
Batailles
- Ladé
- Marathon
- Thermopyles
- Artémision
- Salamine
- Platées
- Mycale
- Eurymédon

La bataille de l'Artémision ou du cap Artémision est une série d'actions navales menées dans le cadre de la seconde guerre médique par une coalition de cités grecques opposées à l'Empire perse de Xerxès Ier, au large de la côte de l'Eubée. Elle se déroule simultanément à la bataille des Thermopyles à la fin de l'été 480 av. J.-C.
Cette bataille s'inscrit durant la seconde invasion perse (la première s'étant conclue par un échec des Perses à Marathon) lorsque Xerxès, ayant rassemblé une immense armée, part à la conquête de la Grèce. Dans le but de stopper l'invasion, le général athénien Thémistocle décide de contenir l'immense armée perse sur terre au niveau de la passe des Thermopyles et sur mer dans le détroit de l'Artémision (cap Artémision, situé au nord de l'île d'Eubée).
Une force navale alliée grecque de 271 trières est envoyée dans le détroit attendre l'arrivée de l'armada perse. Après deux journées d'escarmouches entre les deux flottes, la bataille principale, qui dure toute une journée, est très indécise. Plusieurs dizaines de navires sont perdus de chaque côté. À l'annonce de la mort du roi spartiate Léonidas et de la défaite des Grecs aux Thermopyles, et compte tenu de leurs pertes navales, les alliés grecs décident de se retirer à Salamine.

## Les sources

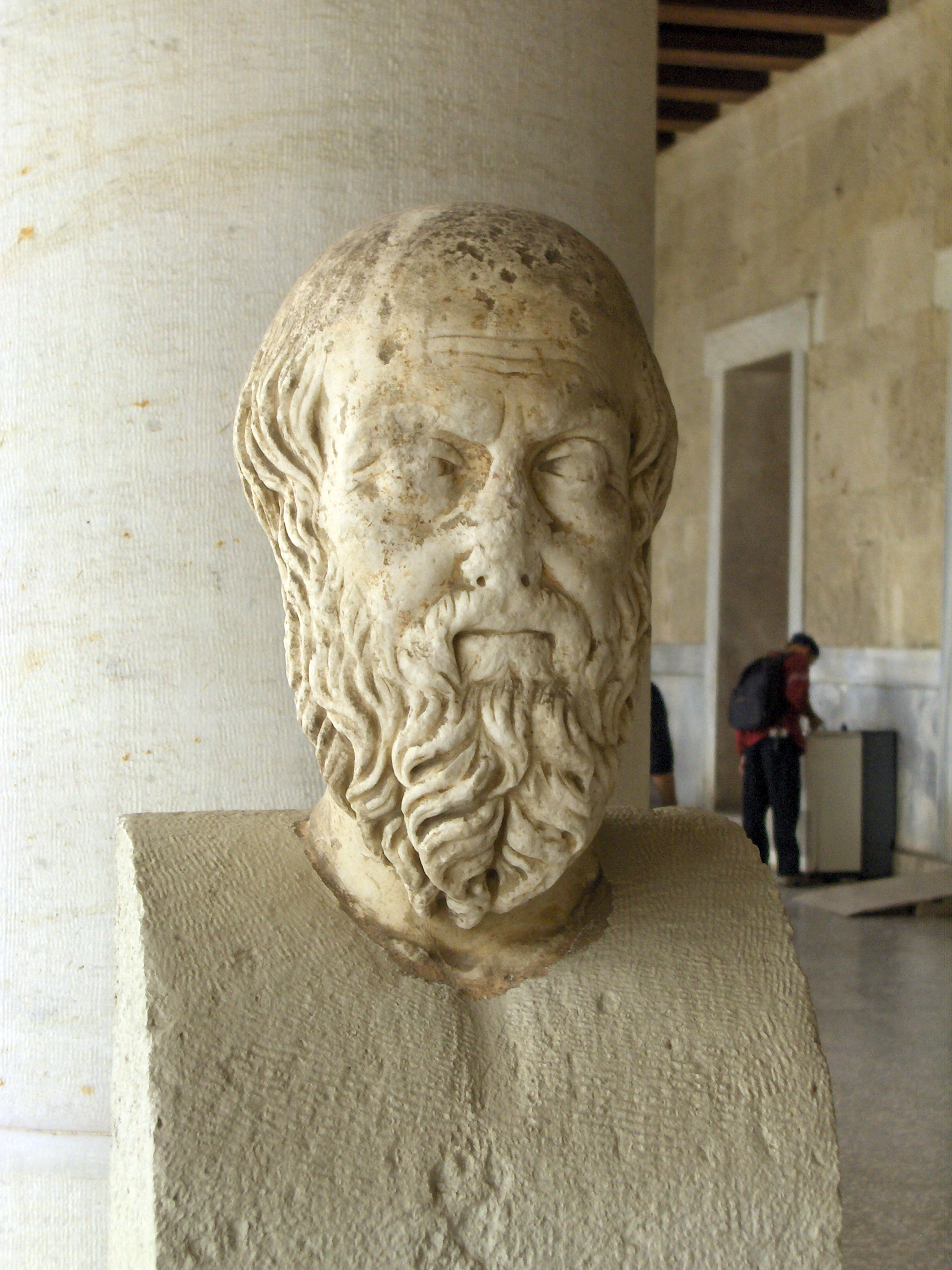
Buste d'Hérodote, musée de l'Agora antique d'Athènes.

La principale source sur les guerres médiques est l'historien grec Hérodote. Surnommé le « Père de l'Histoire » par Cicéron, il est né en 484 av. J.-C. en Asie mineure alors sous domination perse. Il rédige ses Histoires vers 440–430 av. J.-C., essayant de retracer l'origine des guerres médiques. L'approche d'Hérodote, nouvelle, se poursuit aujourd'hui. En effet, selon Holland : « [pour] la première fois, un chroniqueur cherche à faire remonter les origines d'un conflit, non pas à un passé assez lointain pour être tout à fait fabuleux, ni aux caprices et aux désirs d'un dieu, ni à la prétention d'un peuple à une destinée manifeste, mais plutôt à des explications qu'il peut vérifier personnellement »,.
Quelques historiens ultérieurs de l'Antiquité le critiquent, même s'ils suivent ses pas, notamment Thucydide,. Malgré tout, ce dernier commence son histoire de la guerre du Péloponnèse là où Hérodote arrête les siennes (au siège de Sestos en 479 av. J.-C.) ; il reconnaît donc de façon implicite que les Histoires d'Hérodote sont suffisamment exactes pour ne pas avoir à les réécrire ou les corriger. Plutarque critique Hérodote dans son essai Sur la malignité d'Hérodote, le qualifiant de « philobarbaros » (ami des Barbares), parce qu'il ne montre pas suffisamment les Grecs sous leur meilleur jour, ce qui laisse supposer qu'Hérodote aurait fait preuve de neutralité. Cette appréciation négative d'Hérodote s'est transmise en Europe jusqu'à la Renaissance, époque où il est néanmoins encore étudié. Sa réputation se rétablit pendant le XIXe siècle à la suite des découvertes archéologiques qui confirment ses dires. Au XXIe siècle, les spécialistes donnent une très bonne note à ses Histoires, mais plusieurs détails prêtent à débat (particulièrement le nombre de soldats et les dates) et doivent donc être considérés avec prudence. Néanmoins, certains historiens pensent encore qu'il a forgé de toutes pièces ses Histoires.
Les écrits de l'historien Diodore de Sicile dans sa Bibliothèque historique (Ier siècle av. J.-C.) fournissent un compte rendu de la bataille. Son récit est cohérent avec celui d'Hérodote, mais comme il a été écrit bien plus tard, il pourrait en être dérivé. Elle est également décrite avec moins de détails par d'autres historiens antiques comme Plutarque, Ctésias et d'autres y font référence comme l'auteur dramatique Eschyle.

## Le contexte
Les cités-États grecques d'Athènes et d'Érétrie ont soutenu la révolte de l'Ionie contre l'Empire perse de Darius Ier en 499-494 av. J.-C. L'empire perse est alors encore relativement jeune, et ses différentes peuplades encore enclines à la révolte. Darius Ier passe beaucoup de temps à éteindre les révoltes contre son régime. La révolte ionienne menace donc l'intégrité de son empire, et Darius promet de punir les personnes ainsi que les États étrangers impliqués. Il a également vu l'occasion d'étendre son empire sur le monde égéen et les cités grecques. Une première expédition avec son gendre Mardonios à sa tête est lancée, en 492. La Thrace est reconquise et le royaume de Macédoine devient un client de la Perse.
En 491 av. J.-C., Darius envoie des émissaires dans toutes les cités grecques demander un don de la terre et l'eau en signe de leur soumission. Après avoir eu une démonstration de son pouvoir l'année précédente, la majorité des villes grecques acceptent. À Athènes, cependant, les ambassadeurs sont exécutés comme à Sparte où ils sont simplement jetés dans un puits.
La réponse de Darius ne se fait pas attendre ; il monte une armée amphibie sous le commandement des généraux Datis et Artapherne en 490 qui attaque Naxos, avant de recevoir la soumission des autres îles des Cyclades. Ensuite l'armée assiège et détruit Érétrie, avant de débarquer dans la baie de Marathon, où elle est accueillie par une armée athénienne. Au cours de la bataille de Marathon, les Athéniens remportent une victoire surprenante, ce qui entraîne le retrait de l'armée perse vers l'Asie.

Carte illustrant le monde grec à l'époque de la bataille.

Darius commence alors à lever une armée beaucoup plus grande avec laquelle il compte conquérir complètement la Grèce. Mais, en 486, ses sujets égyptiens se révoltent et il doit reporter son expédition contre les Grecs. En 486, Darius meurt et le trône de Perse passe à son fils Xerxès Ier. Xerxès écrase la révolte en Égypte très rapidement.
Xerxès recommence les préparatifs de l'invasion de la Grèce. Comme il s'agit d'une invasion à grande échelle, il faut une planification à long terme avec le stockage des biens utiles et l'instauration de la conscription. Xerxès décide de passer par la Thrace et la côte macédonienne avec un corps d'armée terrestre soutenu par une flotte amenant le ravitaillement et chargée d'empêcher les attaques de la flotte grecque sur ses arrières. Un canal qui coupe l'isthme de l'Acté, le canal de Xerxès, est creusé au pied de la péninsule du mont Athos et un double pont de bateaux sur l'Hellespont doit permettre un passage plus rapide et moins dangereux pour la grande armée. Ces deux exploits sont d'une exceptionnelle ambition pour l'époque. Au début de l'année 480, les préparatifs sont terminés, et l'armée rassemblée à Sardes par Xerxès, marche vers l'Europe.
Les Athéniens se sont également préparés au retour des Perses et en 482 av. J.-C., la décision a été prise, sous la direction de l'homme politique athénien Thémistocle, de construire une énorme flotte de trirèmes. Thémistocle agit peut-être « sur la foi d'un oracle ambigu de la pythie de Delphes, qui évoque un « rempart de bois » (la flotte de guerre) ». Les Athéniens ne sont toutefois pas assez nombreux pour combattre seuls sur terre et sur mer ; les cités-États se réunissent à Corinthe à la fin de l'automne 481 et une alliance est formée. Le congrès se réunit à nouveau au printemps 480 et la délégation de Thessalie suggère que les alliés se rassemblent dans l'étroite vallée de Tempé, aux frontières de la Thessalie, pour bloquer l'avancée de Xerxès.
Une force de 10 000 hoplites est donc envoyée dans la vallée de Tempe. Cependant, Alexandre Ier de Macédoine prévient les Grecs que la vallée peut être contournée par le biais de la passe de Sarantoporo et que l'armée de Xerxès, écrasante, a traversé l'Hellespont.
Thémistocle propose donc une seconde stratégie aux alliés. Pour bloquer la route vers le sud de la Grèce (Béotie, Attique et Péloponnèse) à Xerxès, il faudrait l'arrêter aux Thermopyles. La configuration du site permettrait plus facilement aux hoplites grecs de contenir l'immense armée perse. En outre, pour prévenir un contournement par la mer, les Athéniens et les marines alliées devraient bloquer le détroit de l'Artémision. Cette double stratégie est adoptée par le congrès.

## Prélude à la bataille

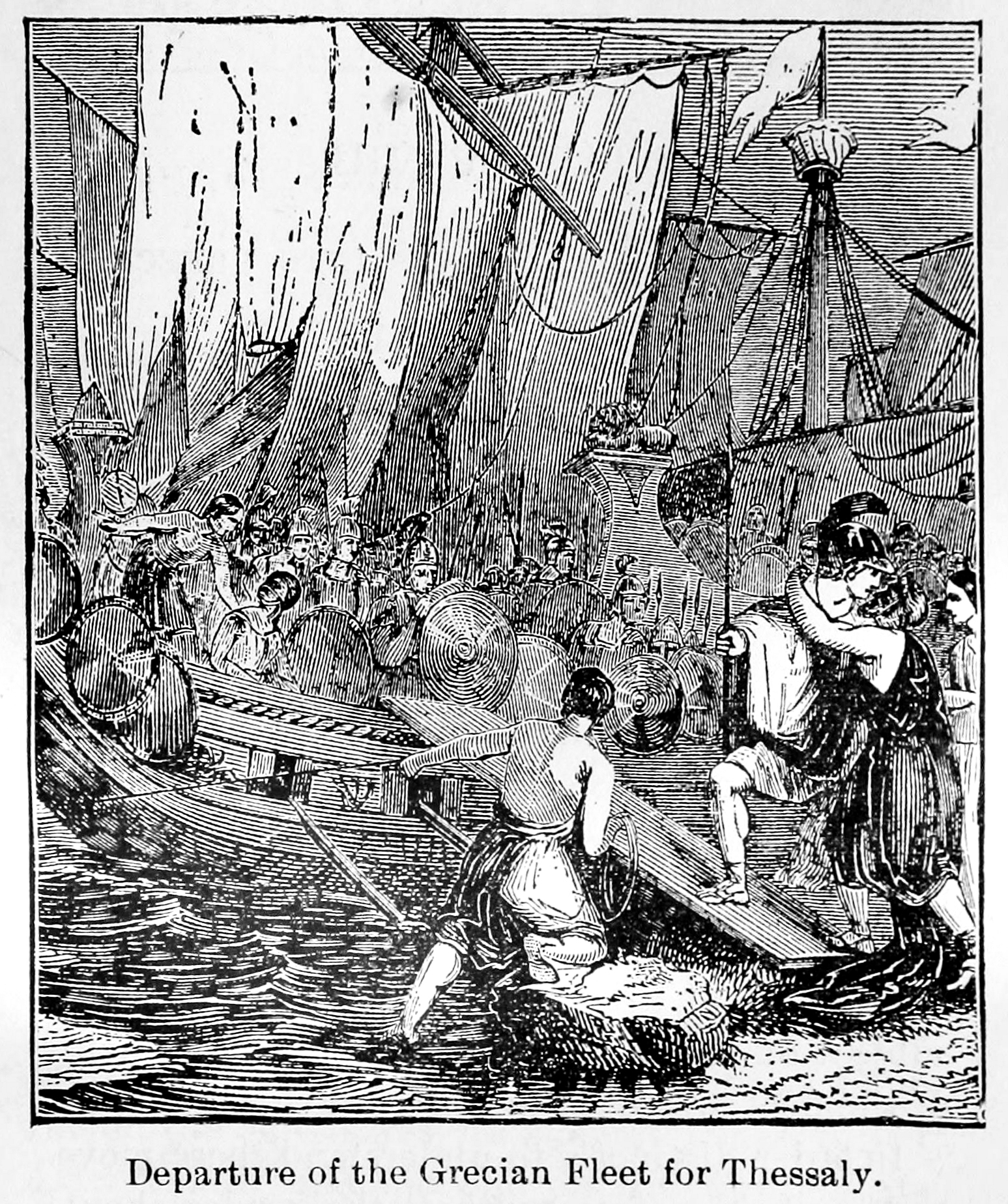
Départ de la flotte grecque vers la Thessalie, gravure de Jacob Abbott, 1900.

Vers fin juillet, début août 480 av. J.-C., lorsqu'elle apprend que la flotte perse avance le long de la côte du mont Olympe, la flotte alliée fait voile vers le nord en direction du cap de l'Artémision. Une fois sur place les Grecs échouent leurs navires de manière à pouvoir les remettre à l'eau rapidement. De là, ils envoient, en éclaireurs, trois bateaux vers l'île de Skiathos afin de les alerter à l'approche de la flotte perse.
Deux semaines passent sans que la flotte perse ne soit en vue. C'est alors que dix trirèmes de Sidon arrivent au large de Skiathos et la flotte des alliés grecs est avertie par un feu allumé sur l'île. Cependant, les navires de patrouille alliés sont pris au dépourvu, et deux sont capturés, tandis qu'un autre s'échoue. Selon Hérodote, prise de panique, la flotte alliée se réfugie à Chalcis à mi-chemin sur la côte ouest de l'Eubée, laissant des hommes (héméroscopes) sur les hauteurs pour surveiller l'arrivée des bateaux perses.
Cet épisode est interprété de différentes manières par les historiens, certains conjecturant que la retraite des Grecs aurait pu être une manœuvre visant à attirer les Perses dans une zone moins favorable pour eux,. Lazenby pense que les Grecs ont mal interprété les mouvements perses et qu'ils en sont venus à la conclusion erronée que les Perses naviguaient vers l'est autour de Skiathos, et se dirigeaient vers la côte orientale de l'Eubée. Les signaux envoyés par les balises devaient être très simplistes et susceptibles d'être mal interprétés ; ou encore les hommes chargés d'envoyer les signaux ont pu mal estimer la direction de la flotte perse. Et si les navires perses avaient contourné l'Eubée par sa côte est, ils auraient pu couper la ligne de retraite de la flotte grecque et avoir un accès direct sur l'Attique. En outre, les Perses ont largement assez de navires pour mener de front une attaque sur le détroit de l'Artémision et effectuer un contournement de l'Eubée. Le retrait des Grecs sur Chalcis serait donc de leur point de vue l'occasion de pouvoir s'échapper du détroit pour éviter le contournement perse mais leur laissait la possibilité de revenir à l'Artémision si ce contournement n'avait pas lieu.

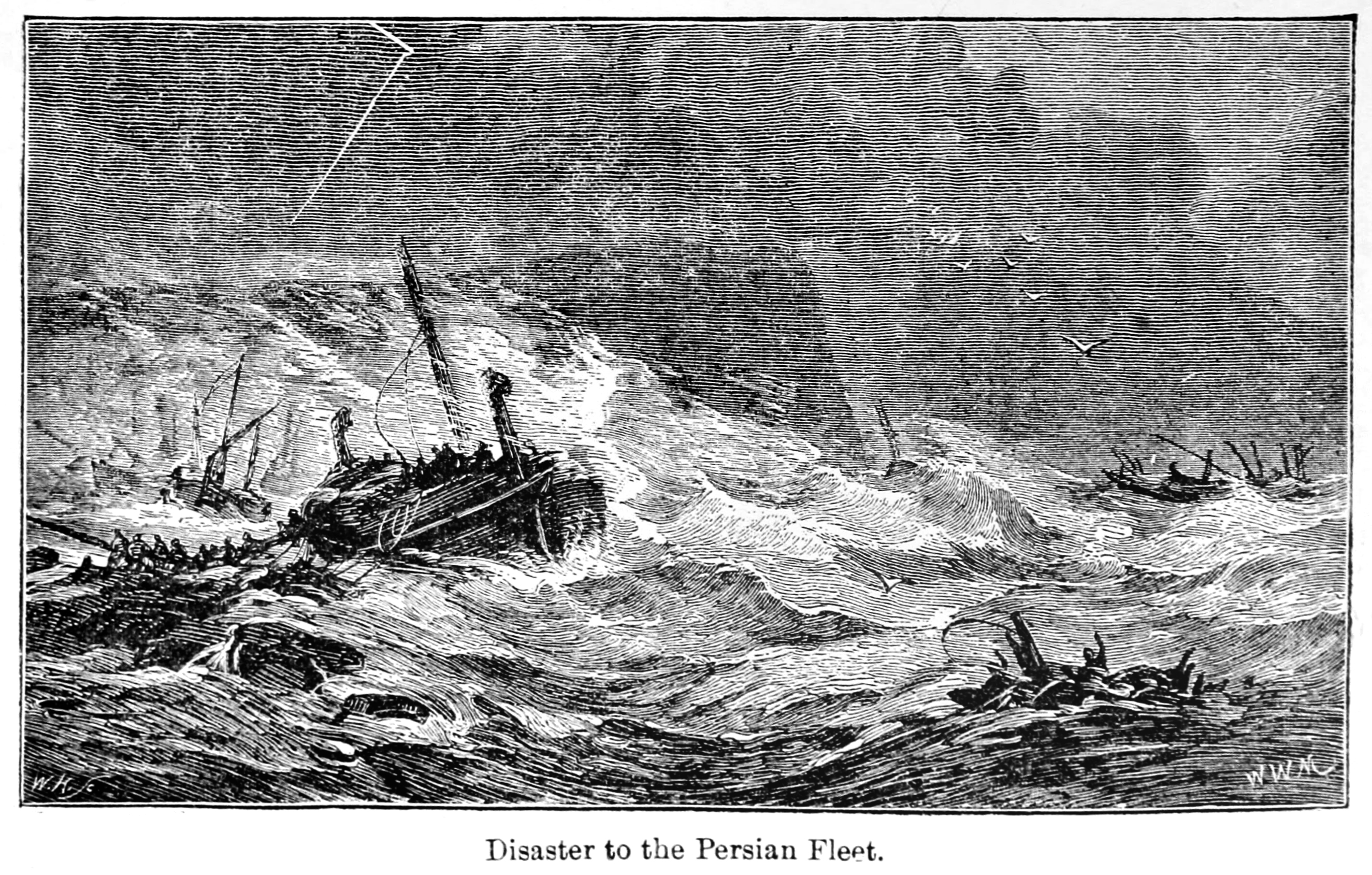
La flotte perse emportée par la tempête, gravure de Jacob Abbott, 1900.

Une dizaine de jours plus tard, l'armée perse arrive aux Thermopyles, et les Alliés à Chalcis sont informés par le navire du capitaine Abronichos, qui est désigné pour assurer la liaison entre l'armée et la flotte. Toutefois, il n'y a toujours pas de signe de la flotte perse. Le lendemain, elle approche de l'Artémision, en passant entre la côte de Magnésie et Skiathos, quand une tempête (hellespontias) éclate, entraînant la flotte perse vers la côte rocheuse. La tempête dure deux jours et détruit environ un tiers des navires perses,.
Au lendemain de la fin de la tempête, la flotte alliée se dirige vers l'Artémision afin de protéger le flanc de l'armée aux Thermopyles. Le jour suivant (le cinquième depuis l'arrivée des Perses aux Thermopyles), les Perses passent à l'offensive sur la passe des Thermopyles. La flotte perse arrive par le détroit formé entre la Magnésie et l'île de Skiathos, puis commence à mouiller sur la côte au niveau des Aphètes en face de l'Artémision. Selon Hérodote, les Grecs capturent à ce moment une quinzaine de bateaux perses, mais malgré cela et la tempête précédente, le rapport des forces est encore de trois contre un en faveur des Perses. En conséquence, les alliés envisagent de se retirer complètement. Les Eubéens demandent en vain à Eurybiade d'attendre qu'ils aient mis en lieu sûr leurs familles. Ils demandent donc à Thémistocle, moyennant la somme de trente talents, de mener le combat contre les Perses ici même. Avec cette somme Thémistocle peut corrompre l'amiral spartiate Eurybiade et l'amiral Adimante de Corinthe afin de les faire rester.
Plus tard ce jour-là, un déserteur de la flotte perse, un Grec appelé Scyllias, nage vers le camp des Alliés. Il apporte de mauvaises nouvelles aux Grecs - alors que la majeure partie de la flotte perse est en cours de réparation, les Perses ont détaché 200 navires pour contourner la côte extérieure de l'Eubée, afin de bloquer la voie d'évacuation de la flotte alliée. Les Perses ne veulent pas attaquer tout de suite les Grecs, car ils pensent les voir fuir ; ils cherchent donc à les piéger pour être sûrs de pouvoir détruire entièrement leur flotte. Les Alliés se résolvent à aller à la rencontre de ce détachement, pour éviter d'être pris au piège, mais attendent la nuit pour ne pas éveiller les soupçons perses.
Les alliés voient là une occasion de détruire une partie de la flotte perse isolée,. Hérodote n'est pas clair sur l'endroit où les Grecs comptent attaquer ce détachement. Une des possibilités est que le détachement grec comptait descendre le détroit de l'Eubée en espérant que les autres bateaux alliés qui patrouillent le long de la côte attique suivent les Perses lors de leur passage au sud du détroit d'Eubée afin de les prendre en tenaille. Par ailleurs, les Grecs ont sans doute prévu de prendre en embuscade le détachement perse lors de son passage par les Aphètes. Mais de toute façon, les Grecs décident de tester les Perses afin de mieux apprécier leur capacité à la manœuvre et leurs tactiques ; cela en fin de journée pour éviter d'être entraînés dans un engagement à grande échelle,. Ces décisions conduisent finalement au début de la bataille.
La chronologie des événements, assez obscure, s'appuie sur les travaux de Tom Holland et de J. F. Lazenby.
| Jour | Événements |
| -15  | L'armée perse quitte Therma en Macédoine. |
| -13  | La flotte de reconnaissance perse arrive à Skiathos. Les Grecs se retirent à Chalcis. |
| -4   | L'armée perse arrive aux Thermopyles. La flotte perse quitte Therma. |
| -3   | Premier jour de la tempête. |
| -2   | Second jour de la tempête. |
| -1   | Fin de la tempête. Les Grecs retournent à l'Artémision. |
| 1    | Premier jour de l'attaque perse aux Thermopyles. La flotte perse arrive à l'Artémision. Un détachement perse est envoyé contourner l'Eubée. Premier engagement de la bataille de l'Artémision. |
| 2    | Deuxième jour de ces deux batailles. |
| 3    | Troisième jour de ces deux batailles. |

## Situation

### Flotte perse
Hérodote donne une description détaillée de la flotte perse réunie à Doriskos (voir tableau). Cependant elle subit de fortes pertes au large de la Magnésie lorsqu'elle est touchée par une tempête et on peut décompter environ huit cents trirèmes présentes au large de l'Artémision.
| Région            | Nombre de navires |  | Région             | Nombre de navires |  | Région     | Nombre de navires |
| ----------------- | ----------------- |  | ------------------ | ----------------- |  | ---------- | ----------------- |
| Phénicie et Syrie | 300               |  | Égypte             | 200               |  | Chypre     | 150               |
| Cilicie           | 100               |  | Ionie              | 100               |  | Hellespont | 100               |
| Carie             | 70                |  | Éolide             | 60                |  | Lycie      | 50                |
| Pamphylie         | 30                |  | Doriens d'Anatolie | 30                |  | Cyclades   | 17                |
|                   |                   |  |                    |                   |  | Total      | 1 207             |

Des chercheurs modernes acceptent ces chiffres, d'autant plus que les sources antiques sont exceptionnellement cohérentes sur ce point,,. D'autres auteurs rejettent ce nombre de 1 207 (vu plutôt comme une référence à la flotte grecque dans l'Iliade) et acceptent entre six cents à sept cents vaisseaux de guerre perses,,,.

### Flotte grecque
Hérodote nous donne la flotte grecque présente à l'Artémision. Les chiffres entre parenthèses correspondent à des navires légers (pentécontères). Tous les autres navires sont des trirèmes. Les Athéniens ont voulu le commandement de la flotte, mais les alliés s'y étant opposés, les Athéniens acceptent dans l'intérêt général de laisser le commandement à Eurybiade de Sparte.
| Cité               | Nombre de navires |  | Cité                  | Nombre de navires |  | Cité    | Nombre de navires |
| ------------------ | ----------------- |  | --------------------- | ----------------- |  | ------- | ----------------- |
| Athènes            | 127               |  | Corinthe              | 40                |  | Égine   | 18                |
| Chalcis            | 20                |  | Mégare                | 20                |  | Sicyone | 12                |
| Sparte             | 10                |  | Épidaure              | 8                 |  | Érétrie | 7                 |
| Trézène            | 5                 |  | Styre (ville d'Eubée) | 2                 |  | Céos    | 2 (2)             |
| Locriens Opuntiens | (7)               |  |                       |                   |  |         |                   |
|                    |                   |  |                       |                   |  | Total   | 271 (9)           |

### Considérations stratégiques et tactiques
Stratégiquement, la mission des Grecs est assez simple : leur flotte doit protéger le flanc est de l'armée de terre aux Thermopyles sans être elle-même débordée ,. Pour les Perses aussi la situation stratégique est assez simple, mais ils possèdent plus d'options. Les Grecs ne peuvent céder ni aux Thermopyles ni à l'Artémision, alors que les Perses peuvent se contenter de ne déborder qu'une seule de ces positions. Sachant que théoriquement la position la plus facilement débordable est sans doute celle tenue par l'armada grecque (en contournant l'Eubée), la position de la flotte à l'Artémision semble avoir été choisie pour éviter une telle tentative. Si l'étroitesse du détroit avait été le seul facteur important pour les Grecs, ils auraient sans doute trouvé une meilleure position près de la ville d'Histiée.
Les Perses ont un avantage tactique double ; ils surpassent les Grecs en nombre (3 contre 1) et leurs bateaux possèdent une meilleure navigabilité. Cette supériorité des navires perses que mentionne Hérodote est probablement due à la supériorité des équipages perses; la plupart des navires d'Athènes (donc la majorité de la flotte) sont récents et leur équipage peu expérimenté.
À cette époque, les tactiques du combat naval peuvent se résumer à l'éperonnage (les trirèmes étaient équipées d'un éperon à la proue) ou à l'abordage. Les Perses et les Grecs d'Asie ont commencé à utiliser la manœuvre connue sous le nom de diekplous (« navigation à travers » — voir Trière, section Tactique). Cette manœuvre requiert des matelots bien entraînés et par conséquent, est plus encline à être utilisée par les Perses. Toutefois, les Grecs ont développé des tactiques pour la contrer.
Hérodote précise que les navires alliés sont plus lourds et donc moins maniables. Il est donc encore moins probable que les Grecs utilisent la manœuvre du diekplous. La source de ce poids supplémentaire est incertaine ; peut-être un problème de construction ou encore l'équipement lourd des hoplites embarqués. La manœuvrabilité de leurs navires a sans doute conditionné la tactique des Grecs en leur imposant plutôt l'abordage (et donc d'avoir des navires armés de lourds hoplites) pour prendre les navires ennemis. En effet, Hérodote suggère que les Grecs ont cherché à capturer les navires perses plutôt qu'à les faire sombrer.

## La bataille navale

### Premier jour de la bataille

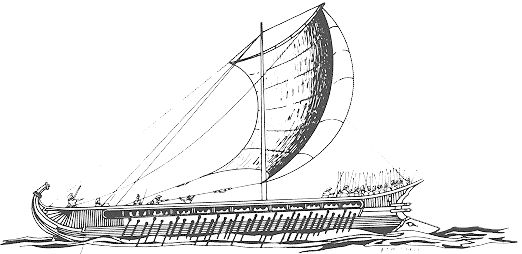
Croquis d'une reconstitution d'une trière grecque.

Quand les Perses voient la flotte alliée se diriger sur eux, ils décident de saisir l'occasion d'attaquer même si la journée approche de sa fin car ils pensent remporter une victoire facile. Ils se jettent donc rapidement sur les Grecs, cependant ces derniers ont mis au point une tactique de défense pour l'occasion. Leurs navires se mettent en formation de défense circulaire avec la proue et les éperons en direction de l'ennemi et l'arrière de leurs navires en direction du centre. Thucydide rapporte que dans la guerre du Péloponnèse, cette tactique est utilisée à deux reprises. Cependant, Hérodote n'utilise pas le mot cercle, et Lazenby souligne la difficulté de former un cercle avec 250 navires (dans la guerre du Péloponnèse, il n'est question que de 30 à 40 navires). Sans doute les Grecs ont-ils utilisé une position de défense en forme de croissant. Il semble en tout cas que cette position a pour but de compenser la supériorité en manœuvre des Perses et l'utilisation du diekplous,.
Les navires grecs ayant pris cette position à l'aide d'un signal convenu à l'avance, un second signal commande un rapide mouvement des navires vers l'extérieur (à partir de leur position semi-circulaire) pour attaquer l'ennemi de front dans un espace étroit. Ainsi, leur supériorité de manœuvre annulée, les Perses perdent 30 de leurs navires. Durant la bataille, Philaon (le frère de Gorgos, roi des Salaminiens), un des commandants les plus respectés dans la flotte perse, est capturé et le capitaine Antidoros de Lemnos fait défection en faveur des Grecs. La nuit tombe, ce qui met fin à l'affrontement. Chacune des deux flottes s'en retourne à son mouillage sans qu'un vainqueur n'en ressorte, ce qui en considérant la situation des Grecs avant la bataille peut être mis à leur avantage.
Au cours de la nuit, un orage éclate en provenance du mont Pélion et empêche le départ d'un groupe de navires grecs qui doit intercepter le détachement perse chargé de contourner l'Eubée. Cependant, la tempête touche également la flotte perse au mouillage aux Aphètes et le détachement perse perd la plupart de ses navires.

### Deuxième jour
Le second jour de la bataille (qui est aussi le second jour de la bataille des Thermopyles), la flotte perse reporte l'affrontement, préférant remettre en état ses navires touchés par deux tempêtes successives.
Ce même jour, arrive la nouvelle du naufrage des Perses au large de l'Eubée ainsi qu'un renfort de 53 navires athéniens. Forts de cela, les Grecs engagent en fin de journée une patrouille de navires ciliciens et les coulent avant de se replier à la tombée de la nuit. Ces navires étaient peut-être des survivants du détachement envoyé autour de l'Eubée ou peut-être étaient-ils partis d'un port isolé.

### Troisième jour

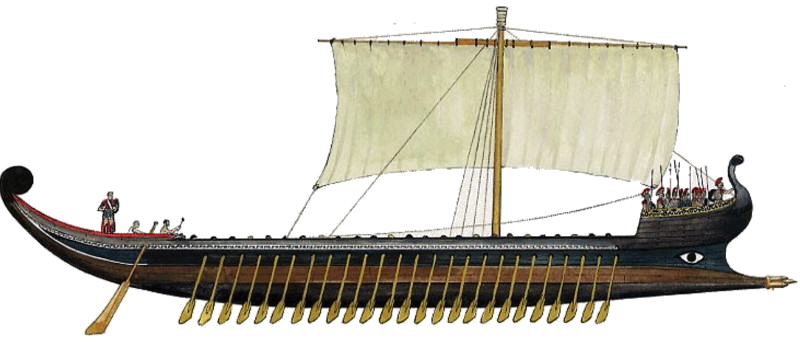
Reconstitution d'une galère perse

Le troisième jour de la bataille, la flotte perse, vexée d'être tenue en échec par un ennemi plus faible, est prête à en découdre. Les généraux perses prennent donc cette fois l'initiative. Ils avancent vers la position grecque de l'Artémision en effectuant une manœuvre d'encerclement en disposant leurs navires sur une ligne en forme de croissant. En voyant la flotte ennemie se rapprocher, les Grecs tentent de bloquer le détroit du mieux qu'ils peuvent et vont à leur rencontre. La bataille fait rage toute la journée et les alliés ont du mal à tenir leurs lignes de défense mais la flotte de Xerxès se gêne dans ses manœuvres du fait de son ampleur.
À la nuit venue, les engagements cessent ; les deux parties ont subi des pertes à peu près égales. Toutefois, la flotte grecque, plus petite, ne peut se permettre de telles pertes : près de la moitié des navires athéniens sont endommagés ou coulés.
De retour à l'Artémision, les Grecs ont compris qu'ils ne seraient probablement pas capables de tenir contre les Perses une journée supplémentaire compte tenu de leurs pertes. Ils débattent donc pour savoir s'ils doivent se retirer de l'Artémision en attendant des nouvelles des Thermopyles. Thémistocle ordonne la politique de la terre brûlée et les forces alliés tuent les troupeaux afin qu'ils ne tombent pas aux mains de l'ennemi. Abronichos, arrivé avec le navire de liaison des Thermopyles, apprend alors la nouvelle aux autres Grecs de la chute des Thermopyles et de la mort de Léonidas. Tenir le détroit a donc perdu toute valeur stratégique et les Grecs l'évacuent sur-le-champ.

### Aux lendemains
Les Perses sont alertés du retrait des Grecs par un bateau en provenance d'Histiée, mais refusent de le croire. Ils envoient donc des navires de reconnaissance et constatent que la totalité de la flotte grecque a mis les voiles. Les Perses se mettent alors en marche vers Histiée et saccagent la région environnante.
La flotte grecque navigue en direction de Salamine et participe à l'évacuation d'Athènes. En cours de route, Thémistocle adresse un message (laissé aux différents points de ravitaillement en eau potable) aux Ioniens, Grecs alliés des Perses :

« Ioniens, vous faites une action injuste en portant les armes contre vos pères, et en travaillant à asservir la Grèce. Prenez plutôt notre parti ; ou si vous ne le pouvez, du moins retirez-vous du combat, et engagez les Cariens à suivre votre exemple. Si ni l'un ni l'autre n'est possible, et que le joug de la nécessité vous retienne au service du roi, conduisez-vous du moins mollement dans l'action ; n'oubliez pas que nous sommes vos pères, et que vous êtes la cause primitive de la guerre que nous avons aujourd'hui contre les Barbares. »

— Hérodote
Cette inscription, que peuvent lire les Ioniens en arrivant le lendemain dans la rade de l'Artémision, a pour Thémistocle deux finalités. La première est d'inciter les Grecs d'Asie Mineure à le rejoindre ou, pour le moins, à ne plus combattre aux côtés de Xerxès. La seconde est de rendre suspects aux yeux des Perses ces mêmes alliés grecs afin de les dissuader de les utiliser à plein dans cette guerre.
Au lendemain, la situation est donc assez inquiétante pour les Grecs. Ils doivent fuir devant l'avancée des Perses. Ces derniers envahissent la Béotie (ils pillent et détruisent les deux cités qui avaient refusé de payer le tribut : Thespies et Platées), puis l'Attique et Athènes. Les populations se replient vers le Péloponnèse et l'isthme de Corinthe pour se protéger et afin de le défendre en le fortifiant, pendant que la flotte grecque mouille à Salamine sur les conseils de Thémistocle. Car, contre l'avis d'Eurybiade, ce dernier veut utiliser la passe étroite de Salamine pour infliger une défaite conséquente aux Perses. Il a retenu les leçons de la bataille de l'Artémision. Les Perses ne devraient pas pouvoir tenter leurs manœuvres d'encerclement effectuées à l'Artémision.

## Conséquences
En soi, la bataille navale de l'Artémision est indécise et d'importance mineure. Les Grecs n'ont pas réussi à défaire la marine perse, ni à l'empêcher de pénétrer plus loin en Grèce. Mais en même temps, la flotte grecque a relativement bien tenu face à une flotte beaucoup plus nombreuse et aguerrie,.
Néanmoins, dans le contexte élargi des guerres médiques, il s'agit d'une bataille très importante pour les Grecs. Les alliés ont démontré qu'ils peuvent faire face à la marine perse et même avoir le dessus dans certains engagements. Pour de nombreux marins grecs, il s'agit de leur première expérience du combat, qui se montrera précieuse lors de leur prochaine bataille à Salamine. En outre, la bataille de l'Artémision permet aux amiraux grecs de voir la flotte perse en action et de concevoir des tactiques pour la mettre en échec,.
Si la victoire tactique perse est incontestable, les événements précédents et au cours de la bataille ont pour incidence de réduire considérablement la taille de la flotte perse. Ils diminuent donc le rapport des forces en faveur des Grecs et augmentent les chances d'une victoire grecque à Salamine,,. Comme l'a dit le poète Pindare, la bataille de l'Artémision est « ce grand combat où les vaillants fils d'Athènes ont bâti la pierre angulaire de la liberté grecque, ».

## Dans les arts
Cette bataille est illustrée dans le film 300 : La Naissance d'un empire de Noam Murro.

### Citations originales
1. ↑  (en) « For the first time, a chronicler set himself to trace the origins of a conflict not to a past so remote so as to be utterly fabulous, nor to the whims and wishes of some god, nor to a people's claim to manifest destiny, but rather explanations he could verify personally. »

### Sources antiques
1. ↑  Diodore de Sicile, XI, 28–34 [lire en ligne].
2. ↑  Hérodote, V, 105.
3. ↑  Hérodote, VI, 44.
4. ↑  Hérodote, VI, 101.
5. ↑  Hérodote, VI, 113.
6. ↑  Hérodote, VII, 179.
7. ↑  Hérodote, VII, 179-182.
8. ↑  Hérodote, VII, 182.
9. ↑  Hérodote, VII, 188 [lire en ligne].
10. ↑  Hérodote, VII, 190.
11. ↑  Hérodote, VII, 192.
12. ↑  Hérodote, VII, 193.
13. ↑  Hérodote, VII, 194.
14. ↑  Hérodote, VIII, 4.
15. ↑  Hérodote, VIII, 5-6.
16. ↑  Hérodote, VIII, 8.
17. ↑  Hérodote, VIII, 6.
18. ↑  Hérodote, VIII, 1.
19. ↑  Hérodote, VIII, 3.
20. ↑  Hérodote, VIII, 60.
21. 1 2 3 4 5 6  Hérodote, VIII, 11.
22. ↑  Hérodote, VIII, 10.
23. ↑  Hérodote, VIII, 14.
24. ↑  Hérodote, VIII, 18.
25. ↑  Hérodote, VIII, 19.
26. ↑  Hérodote, VIII, 21.
27. 1 2  Hérodote, VIII, 22.
28. ↑  Hérodote, VIII, 50.
29. ↑  Hérodote, VIII, 71.
30. ↑  Hérodote, VIII, 13.

#### Sources antiques
- Cicéron, Traité des Lois.
- Diodore, Bibliothèque historique (lire en ligne).
- Hérodote, Histoires [détail des éditions] [lire en ligne].

#### Sources modernes en anglais
- (en) A. R. Burn, « Persia and the Greeks », dans Ilya Gershevitch, The Cambridge History of Iran, vol. 2 : The Median and Achaemenid Periods, Cambridge University Press, 1985.
- (en) Detlev Fehling, Herodotus and His Sources : Citation, Invention, and Narrative Art, ARCA, 1989, 276 p. (ISBN 978-0-905205-70-0).
- (en) Moses Finley, Thucydides – History of the Peloponnesian War (translated by Rex Warner), Penguin, 1972 (ISBN 0-14-044039-9), « Introduction ».
- (en) Peter Green, The Greco-Persian Wars, Berkeley, University of California Press, 1996, 356 p. (ISBN 978-0-520-20573-4).
- (en) Tom Holland, Persian Fire : The First World Empire, Battle for the West, Abacus, 2006, 448 p. (ISBN 978-0-349-11717-1).
- (de) A. J. Köster, Studien zur Geschichte des Antikes Seewesens, Klio Belheft, 1934.
- (en) J. F. Lazenby, The Defence of Greece : 490-479 Bc, Aris & Phillips Ltd, 1998, 294 p. (ISBN 978-0-85668-591-0).
- (en) John Drogo Montagu, Battles of the Greek and Roman Worlds [détail des éditions].

#### Sources modernes en français
- Marie-Claire Amouretti et Françoise Ruzé, Le Monde grec antique : des palais crétois à la conquête romaine, Hachette Supérieur, 1990, 320 p. (ISBN 978-2-01-016010-3).
- Marie-Hélène Delavaud-Roux (dir.), Pierre Gontier et Anne-Marie Liesenfelt, Guerres et sociétés : Mondes grecs, Ve – IVe siècles, Atlande, 2000, 960 p. (ISBN 978-2-912232-14-4).
- Peter Green (trad. de l'anglais par Denis-Armand Canal), Les Guerres médiques : 499-449 av. J.-C., Paris, Editions Tallandier, 2012, 448 p. (ISBN 978-2-84734-924-5, lire en ligne).
- Robert Morkot, Atlas de la Grèce antique : 6500 à 30 av. J.-C., Autrement, 1999, 144 p. (ISBN 978-2-86260-764-1).